# 螢窓異草
『螢窓異草』（螢窗異草、けいそういそう）は、清代の文言小説集である。3編各4巻、計12巻138篇。

## 概要
この作品は、『聊斎志異』の影響を受けて書かれた清代の志怪回帰的作品群の一つである。著者は長白浩歌子（ちょうはくこうかし）と署名されている。
長白浩歌子については2説が知られている。
一つは、長白浩歌子とは、尹継善（中国語版）の六男の尹慶蘭（いんけいらん、1736年生-1790年以前卒。字は似村（じそん）、原姓は章佳（ジャンギャ）氏。満洲鑲黄旗の人）とする説。
もう一つは、最初に排印本を刊行（1876年）した上海の『申報館』関係の文人による仮託作だというものである。
魯迅は光緒2年（1876年）の「序」以前の記録が全くないことから、長白浩歌子＝尹慶蘭説を優先し、似村による乾隆中の作としている。

## 日本語訳書
2018年時点で日本語訳書はない。

## 注・出典
1. ↑  文言小説とは、宋代以後の中国小説史の上で、大きな比重を占めてはいなかったために、形態名が与えられていなかったこの分野に対し、前野直彬が仮に付けた呼称である。平凡社 中国古典文学大系 42 『閲微草堂筆記（抄） 子不語（抄） 他』 。解説 p.503 。
2. ↑  光緒2年の梅鶴山人による初編「序」の後半に「客有以『螢窗異草』抄本三冊見眎，款署長白浩歌子，未悉為何時人，或稱為尹六公子所著。」とある。（中国語版ウィキソースの原文には「序」の収録なし。中國哲學書電子化計劃（中国語版）22等参照されたい）
3. ↑  晩清の大文学史家平歩青（中国語版）（1832年-1896年）は『霞外捃屑』巻6で『螢窗異草初集』の内容を考証し、明代の人物に関する記述の矛盾から明らかに尹似村の作ではないと判断している。：インターネットアーカイブ霞外捃屑卷六p.69-70 。
4. ↑  『中国小説史略第22篇』に「他如長白浩歌子〔13〕之《螢窗異草》三編十二卷（似乾隆中作，別有四編四卷，乃書估偽造）。；〔13〕浩歌子　即尹慶蘭，字似村，清滿洲鑲黄旗人。」とある。 中国語版ウィキソースに本記事に関連した原文があります：中国小説史略第22篇